# إيست لانسداون (بنسلفانيا)
إيست لانسداون (بالإنجليزية: East Lansdowne borough, Pennsylvania) هي منطقة سكنية تقع بولاية بنسيلفانيا في الولايات المتحدة. تبلغ مساحتها 0.53 كم2، وترتفع عن سطح البحر 35.9664 م، بلغ عدد سكانها 2,668 نسمة في عام 2010 حسب إحصاء مكتب تعداد الولايات المتحدة وتصل الكثافة السكانية فيها 5,034 نسمة لكل كيلومتر مربع (13,038.0/ميل2).

## التركيبة السكانية
حدّد مكتب تعداد الولايات المتحدة بيانات التركيبة السكانية لإيست لانسداون في تعداد الولايات المتحدة. في ما يلي، التركيبة السكانية حسب تعدادي 2000 و2010.

### تعداد عام 2000
بلغ عدد سكان إيست لانسداون 2,586 نسمة بحسب تعداد عام 2000، وبلغ عدد الأسر 938 أسرة وعدد العائلات 609 عائلة مقيمة في المنطقة السكنية. في حين سجلت الكثافة السكانية 4,879.2 نسمة لكل كيلومتر مربع (12,637.1/ميل2). وبلغ عدد الوحدات السكنية 1,012 وحدة بمتوسط كثافة قدره 1,909.4 لكل كيلومتر مربع (4,945.3/ميل2).
وتوزع التركيب العرقي للمنطقة السكنية بنسبة 71.23% من البيض و20.49% من الأمريكيين الأفارقة و0.08% من الأمريكيين الأصليين و6.03% من الأمريكيين ذوي الأصول الآسيوية و0.46% من الأعراق الأخرى و1.70% من عرقين مختلطين أو أكثر و1.24% من الهسبانيون أو اللاتينيون من أي عرق.
بلغ عدد الأسر 938 أسرة كانت نسبة 36.7% منها لديها أطفال تحت سن الثامنة عشر تعيش معهم، وبلغت نسبة الأزواج القاطنين مع بعضهم البعض 45.6% من أصل المجموع الكلي للأسر، ونسبة 12.7% من الأسر كان لديها معيلات من الإناث دون وجود شريك، بينما كانت نسبة 6.6% من الأسر لديها معيلون من الذكور دون وجود شريكة وكانت نسبة 35.1% من غير العائلات. تألفت نسبة 28.9% من أصل جميع الأسر من عدة أفراد يعيشون في نفس المنزل ونسبة 10.3% كانت تتألف من شخص يعيش بمفرده يبلغ من العمر 65 عاماً أو أكثر. وبلغ متوسط حجم الأسرة المعيشية 2.71، أما متوسط حجم العائلات فبلغ 3.41.
بلغ العمر الوسطي للسكان 36.7 عاماً. وكانت نسبة 25.8% من القاطنين تحت سن الثامنة عشر، وكانت نسبة 8.6% بين الثامنة عشر والرابعة والعشرين عاماً، ونسبة 31.6% كانت واقعةً في الفئة العمرية ما بين الخامسة والعشرين والرابعة والأربعين عاماً، ونسبة 19.7% كانت ما بين الخامسة والأربعين والرابعة والستين، ونسبة 12.6% كانت ضمن فئة الخامسة والستين عاماً فما فوق. يوجد لكل 100 أنثى 102.4 ذكر، ويوجد لكل 100 أنثى في الثامنة عشر من عمرها فما فوق 96.3 ذكر.
بلغ متوسط دخل الأسرة في المنطقة السكنية 44,205 دولارًا، أما متوسط دخل العائلة فبلغ 53,021 دولارًا. وكان متوسط دخل الذكور 37,813 دولارًا مقابل 28,409 دولارًا للإناث. وسجل دخل الفرد الخاص بالمنطقة السكنية 19,558 دولارًا. وكانت نسبة 6.2% من العائلات ونسبة 7.6% من السكان تحت خط الفقر، وكان من هؤلاء نسبة 5.7% تحت سن الثامنة عشر ونسبة 10% في الخامسة والستين من العمر وما فوق.

### تعداد عام 2010
بلغ عدد سكان إيست لانسداون 2,668 نسمة بحسب تعداد عام 2010، وبلغ عدد الأسر 923 أسرة وعدد العائلات 636 عائلة مقيمة في المنطقة السكنية. في حين سجلت الكثافة السكانية 5,034 نسمة لكل كيلومتر مربع (13,038.0/ميل2). وبلغ عدد الوحدات السكنية 1,025 وحدة بمتوسط كثافة قدره 1,934 لكل كيلومتر مربع (5,009.0/ميل2).
وتوزع التركيب العرقي للمنطقة السكنية بنسبة 30.55% من البيض و55.85% من الأمريكيين الأفارقة و0.11% من الأمريكيين الأصليين و8.77% من الأمريكيين ذوي الأصول الآسيوية و0.22% من سكان جزر المحيط الهادئ و1.35% من الأعراق الأخرى و3.15% من عرقين مختلطين أو أكثر و4.35% من الهسبانيون أو اللاتينيون من أي عرق.
بلغ عدد الأسر 923 أسرة كانت نسبة 39.8% منها لديها أطفال تحت سن الثامنة عشر تعيش معهم، وبلغت نسبة الأزواج القاطنين مع بعضهم البعض 41% من أصل المجموع الكلي للأسر، ونسبة 20.5% من الأسر كان لديها معيلات من الإناث دون وجود شريك، بينما كانت نسبة 7.5% من الأسر لديها معيلون من الذكور دون وجود شريكة وكانت نسبة 31.1% من غير العائلات. تألفت نسبة 23.4% من أصل جميع الأسر من عدة أفراد يعيشون في نفس المنزل ونسبة 3.8% كانت تتألف من شخص يعيش بمفرده يبلغ من العمر 65 عاماً أو أكثر. وبلغ متوسط حجم الأسرة المعيشية 2.88، أما متوسط حجم العائلات فبلغ 3.46.
بلغ العمر الوسطي للسكان 34.7 عاماً. وكانت نسبة 26.9% من القاطنين تحت سن الثامنة عشر، وكانت نسبة 9.6% بين الثامنة عشر والرابعة والعشرين عاماً، ونسبة 27.4% كانت واقعةً في الفئة العمرية ما بين الخامسة والعشرين والرابعة والأربعين عاماً، ونسبة 28% كانت ما بين الخامسة والأربعين والرابعة والستين، ونسبة 8.1% كانت ضمن فئة الخامسة والستين عاماً فما فوق. وتوزع التركيب الجنسي للسكان بنسبة 49.7% ذكور و50.3% إناث.

## وصلات خارجية
- الموقع الرسمي